# Linearisierer
Als Linearisierer werden elektronische Schaltungen bezeichnet, mit deren Hilfe das nichtlineare Verhalten von Verstärkern bei maximaler Aussteuerung verbessert wird.
Die Umsetzung erfolgt beispielsweise durch Schaltungsgruppen mit dem inversen Verhalten des Verstärkers. Diese wirken den Nichtlinearitäten entgegen und minimieren die Verzerrungen. Dadurch erhöht sich der linear aussteuerbare Leistungsbereich bis hin zur Nennleistung des Verstärkers. Diese Linearität ist besonders bei der Verarbeitung von modulierten Signalen erforderlich. Linearisierte Verstärker besitzen einen deutlichen höheren Wirkungsgrad mit verbesserter Signalqualität. 
Es gibt mehrere Möglichkeiten den Verstärker zu linearisieren. Hierzu gehören zum Beispiel Vor-/Nachverzerrung und rückgekoppelte Schaltungskonzepte. Am gebräuchlichsten ist die Realisierung mit Vorverzerrern.

## Funktionsweise von vorverzerrenden Linearisierern
In realen Verstärkern entstehen Nichtlinearitäten durch abnehmende Verstärkung und Phasenänderungen bei Aussteuerung nahe der Nennleistung. Dieses Verhalten wird im Allgemeinen als Kompression bezeichnet. Der vorverzerrende Linearisierer ist derart ausgelegt, dass er diese Änderungen kompensiert. Dies wird – analog zur Kompression – als Expansion bezeichnet.

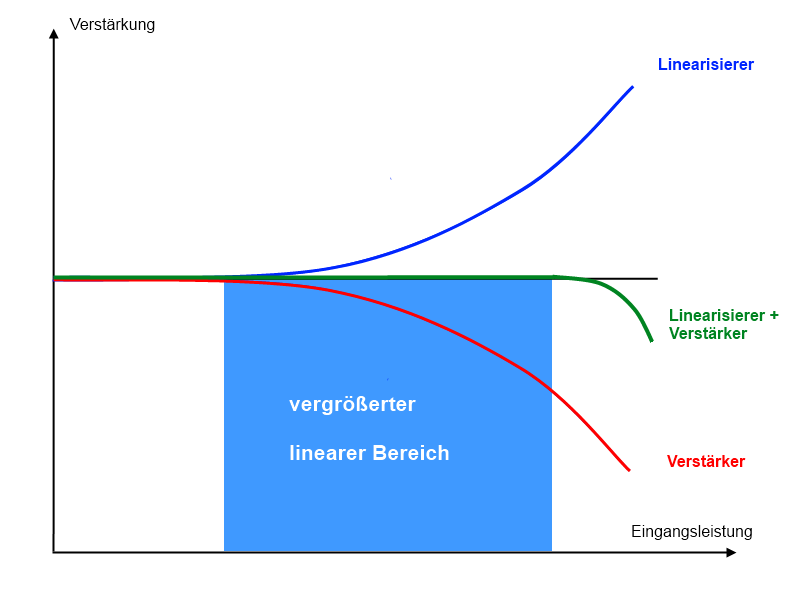
Abb. 1: Verstärkung in Abhängigkeit von der Eingangsleistung

In Abbildung 1 ist die Verstärkung in Abhängigkeit von der Eingangsleistung dargestellt. Ab einer bestimmten Eingangsleistung setzt die Kompression des Verstärkers ein (rote Kurve). Schaltet man vor den Verstärker einen vorverzerrenden Linearisierer (blaue Kurve), wird der Kompressionseffekt bis zu einem gewissen Leistungspegel ausgeglichen (grüne Kurve). Der Leistungspegel, an dem die Verstärkung des Gesamtsystems abnimmt, wird somit zu höheren Leistungen verschoben und der lineare Bereich vergrößert. Durch den Einsatz des Linearisierers lässt sich in der Praxis die lineare Ausgangsleistung des Verstärkers deutlich erhöhen (bis zum Vierfachen).

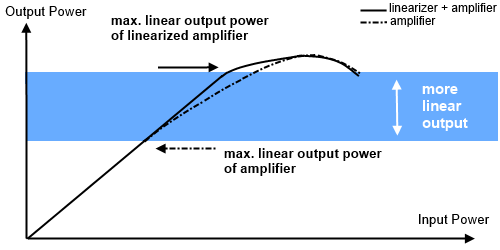
Abb. 2: Ausgangsleistung in Abhängigkeit von der Eingangsleistung

Der erhöhte lineare Leistungsbereich wird auch in Abbildung 2 veranschaulicht (hellblau hinterlegter Bereich). Die Grafik zeigt hier das Verhältnis von Eingangs- und Ausgangsleistung eines Verstärkers mit und ohne vorgeschalteten Linearisierer. Die gestrichelte Kurve zeigt die Ausgangsleistung des Verstärkers als Funktion der Eingangsleistung im logarithmischen Maßstab. In dieser Darstellung zeigt sich die Kompression durch das Abknicken von der idealen 45°-Linie. Der Verstärker mit vorgeschaltetem Linearisierer (durchgezogenen Linie) weicht dann von der idealen Geraden deutlich später ab. Hellblau hinterlegt ist in der Grafik der durch den Vorverzerrer gewonnene zusätzliche lineare Bereich der Ausgangsleistung.

## Vorteile von vorverzerrenden Linearisierern
Vorverzerrende Linearisierer arbeiten im Kleinsignalbereich und erhöhen den DC-Stromverbrauch des Gesamtsystems nur geringfügig. 
Hieraus lassen sich u. a. weitere Vorteile ableiten:
- Geringe Abmessungen, geringes Gewicht
- Kostengünstig im Vergleich zu leistungsstärkeren Verstärkern bei gleicher Linearität
- Umweltfreundlich, da das System effizienter wird
- Nachträglich integrierbar
- Anpassung an diverse Verstärkertypen möglich
- Zuverlässig

## Typische Eigenschaften eines vorverzerrenden Linearisierers
- Abmessungen: abhängig von der Aufbautechnik im Bereich weniger cm
- Gewicht: min. 20 g bis ca. 200 g abhängig von Ausbaustufe
- Frequenzbereiche: 1 bis 50 GHz mit unterschiedlichen Bandbreiten
- Expansionswerte:
  - Verstärkung: bis 10 dB, abhängig von Verstärkerdaten
  - Phase: bis 60°

## Anwendungsgebiete
Linearisierer werden vorzugsweise bei Leistungsverstärkern mit Röhren (Wanderfeldröhren, Klystron, Magnetron) oder Halbleitern (GaN, GaAs, Si) eingesetzt. Diese Systeme werden in schnellen Datenübertragungssystemen wie z. B. Satellitenkommunikation, Internet und HD/3D-Fernsehen eingesetzt. An dieser Stelle wird eine hohe Signalqualität gefordert. Die Optimierung der Verstärkereigenschaften ermöglicht dabei eine ideale Leistungsausnutzung und führt zu Energieeinsparungen von mehr als 50 Prozent.